# ناصر بوربيرار
ناصر بوربيرار (بالفارسية: ناصر پورپيرار) كاتب إيراني معاصر.

## حياته
ولد عام 1940 في طهران وبدأ نشاطه السياسي عام 1961، حيث كان من الإسلاميين المعارضين لحكم الشاه. تعاون مع حزب تودة، لكن بعد ثورة الخميني انقلب عليه لأنه اتضح له بأنهم مجموعة غير وطنية. ثم عمل في برنامج تلفازي ثقافي يركز على الهوية الإسلامية لإيران (هويت صدا وسيما). وعمل كذلك في مراجعة صحيفة كيهان.

## أفكاره
يُعد هذا المفكر الفارسي استثناء في قاعدة الباحثين الإيرانيين حيث شذ عن الخطاب الفارسي المهيمن لمدة أكثر من قرن على الساحة الفكرية المعاصرة في إيران باطروحاته الجديدة حول تاريخ إيران. وإن لم يكن الوحيد الذي يتبنى تلك الأفكار، حيث أيّد بعضها كذلك بعض المفكرين المعاصرين مثل علي شهباز ومحمود أحمدي نجاد وعلي لاريجاني.
- بالنظر إلى تاريخ إيران قبل الإسلام، فهو يعتمد ويركز على النقوش الحجرية التي كتبت في تلك الفترة، كمصدر معتمد. بينما يرفض الوثائق التي أنتجت بعد قرون من دخول الإسلام، مثل الشاهنامة، حيث يعتبرها أساطير شعوبية حيكت من أجل مواجهة العرب والإسلام.
- يرى أن لليهود دوراً كبيراً في صياغة التاريخ الإيراني. فهم الذين أتوا بقوروش الأخميني لينتقم لهم من بابل التي سبتهم. كما كان لهم دور في إنشاء الحركة الشعوبية في خراسان، وفي حياكة الأساطير عن أمجاد الفرس قبل الإسلام. ويرى أن علماء الآثار والمستشرقون اليهود قاموا بتهويل منزلة الحضارة الفارسية قبل الإسلام خلافاً لحقيقتهم في التاريخ، لتعميق الهوة بين الإيرانيين والعرب. حيث أن 90% من مؤرخي التاريخ الإيراني هم من اليهود، مثل غيريشمن وداريشتيد واشكولر.
- يرى أن الحضارة الفارسية بلغت أوجها تحت الحكم الإسلامي وليس قبله. وهذا يشاركه فيه كثير من مفكري الثورة الإسلامية في إيران.
- خلافاً للفكر القومي الفارسي، ينتقد الفكر الشعوبي المعادي للعرب، ويشعر بالأسف لاستحالة تغيير اللغة الرسمية لإيران إلى لغة القرآن.

## كتبه
له ثلاثة كتب صدرت مؤخراً وأحدثت ضجة هائلة في إيران، حتى أن أول كتاب طبع ثلاثة مرات خلال بضعة أشهر. بسبب توجهه الإسلامي الرافض للشعوبية، تعرض لهجوم شديد من القوميين الفرس. أشهر كتابه له هو كتاب «12 قرنا من السكوت». وهو يعني السكوت الحضاري خلال حكم الأخمينيين والاشكانيين والساسانيين لإيران الذي استمر 12 قرناً قبل الإسلام.

## وفاته
توفي الکاتب الإيراني ناصر بور بيرار في 7 من شهريور 1394 هجری شمسی الموافق 18 من أغسطس 2015 المصادف 15 من ذی العقدة عام 1436 بعد عمر ناهز 75 عاما ودفن في مقبرة «بهشت زهرا»

## وصلات خارجية
- موقع ناصر بوربیرار